# Troszyn (gmina)
Troszyn – gmina wiejska w województwie mazowieckim, w powiecie ostrołęckim. W latach 1975–1998 gmina położona była w województwie ostrołęckim.
Siedziba gminy to Troszyn.
Według danych z 30 czerwca 2004 gminę zamieszkiwało 4895 osób. Natomiast według danych z 31 grudnia 2019 roku gminę zamieszkiwało 4756 osób.

## Struktura powierzchni
Według danych z roku 2002 gmina Troszyn ma obszar 156,31 km², w tym:
- użytki rolne: 76%
- użytki leśne: 15%

Gmina stanowi 7,45% powierzchni powiatu.

## Demografia
Według Powszechnego Spisu Ludności z 1921 roku gminę zamieszkiwało 5.998 osób, 5.805 było wyznania rzymskokatolickiego, 3 prawosławnego a 190 mojżeszowego. Jednocześnie 5.966 mieszkańców zadeklarowało polską przynależność narodową, 1 rosyjską a 31 żydowską. Było tu 953 budynków mieszkalnych.

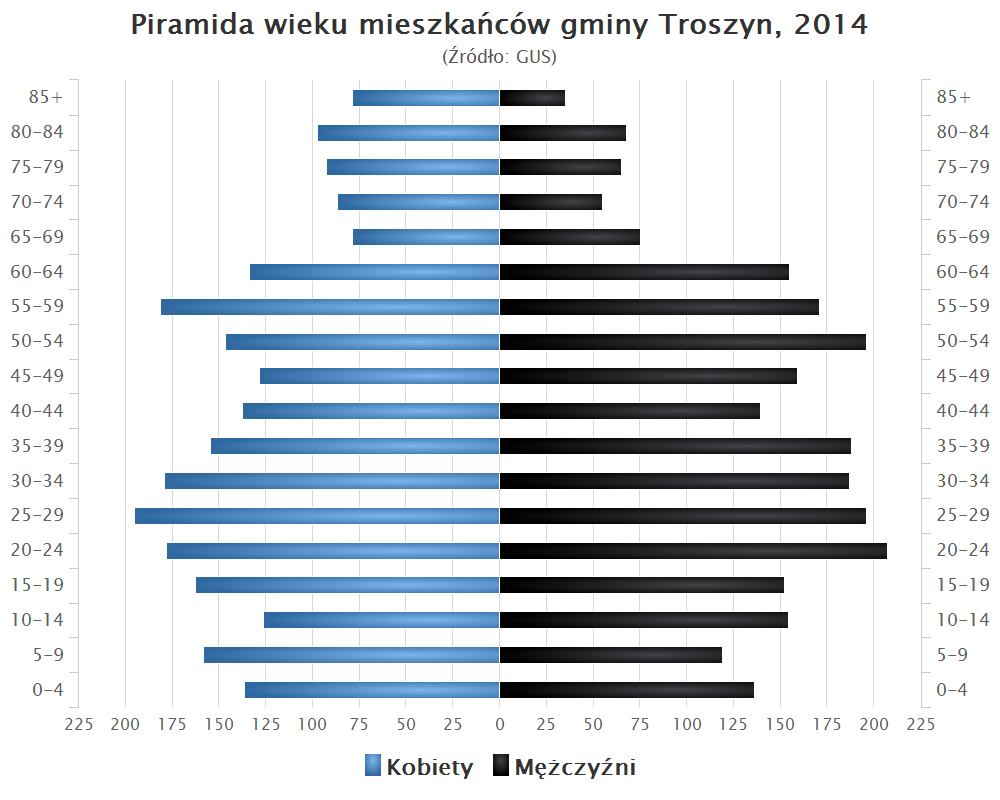
Piramida wieku mieszkańców gminy Troszyn w 2014 roku

Dane z 30 czerwca 2004:
| Opis                              | Ogółem | Ogółem | Kobiety | Kobiety | Mężczyźni | Mężczyźni |
| --------------------------------- | ------ | ------ | ------- | ------- | --------- | --------- |
| jednostka                         | osób   | %      | osób    | %       | osób      | %         |
| populacja                         | 4895   | 100    | 2443    | 49,9    | 2452      | 50,1      |
| gęstość zaludnienia (mieszk./km²) | 31,3   | 31,3   | 15,6    | 15,6    | 15,7      | 15,7      |

## Sołectwa
Borowce, Budne, Choromany, Chrostowo, Dąbek, Dzbenin (Dzbenin, Puchały), Grucele, Janki Stare (Janki Stare, Rabędy), Janochy, Kamionowo (Kamionowo, Aleksandrowo), Kleczkowo, Kurpie Szlacheckie (Kurpie Szlacheckie, Kurpie Dworskie), Łątczyn, Mieczki-Abramy, Mieczki-Poziemaki, Mieczki-Ziemaki, Milewo-Łosie, Milewo-Tosie, Milewo Wielkie, Ojcewo, Opęchowo, Radgoszcz, Repki, Rostki (Rostki, Chrzczony), Sawały, Siemiątkowo, Troszyn, Trzaski, Wysocarz, Zamość, Zapieczne, Zawady, Żmijewek (Żmijewek Włościański, Żmijewek-Mans, Żmijewo-Zagroby), Żyźniewo.

## Sąsiednie gminy
Czerwin, Miastkowo, Rzekuń, Śniadowo